# 足利市立西中学校
足利市立西中学校（あしかがしりつにしちゅうがっこう）は、栃木県足利市山下町にある公立中学校。

## 概要
通称は「足西」「西中」など。栃木県足利市の西部に位置し、校舎の東側には北関東自動車道の高架が通っている。
校歌大滝清雄作詞、早乙女典夫作曲
服装男子は一般的な学ラン、女子は紺のブレザーの制服がある。

## 沿革
出典
- 1947年（昭和22年）4月28日 - 三重村立および山前村立の中学校開校。
- 1954年（昭和29年）8月1日 - 両村の足利市への編入合併により足利市立三重中学校、足利市立山前中学校と改称。
- 1959年（昭和33年）4月1日 - 両中学校を廃止し統合中学校として足利市立西中学校を創立。新校舎完成まで各中学校舎にて授業を行う。
- 1961年（昭和36年）
  - 5月19日 - 新校舎落成式を挙行。
  - 5月22日 - 新校舎に移転。
- 1966年（昭和41年）7月13日 - プール竣工。
- 1969年（昭和44年）4月1日 - 給食室設置し給食開始。
- 1970年（昭和45年）2月21日 - 校章制定、校旗樹立式挙行。
- 1993年（平成5年）10月31日 - 4階建て校舎竣工落成。
- 2009年（平成21年）10月 - 校訓「強く　正しく　美しく」を制定。

## 部活動
出典

### 運動部
- 野球部
- サッカー部
- 卓球部
- ソフトボール部
- 陸上部
- バスケットボール部
- バレーボール部（女子のみ）
- バドミントン部
- ソフトテニス部

### 文化部
- 吹奏楽部
- 美術部
- パソコン部